# Rory Byrne
Rory Byrne (Pretoria, Južnoafrička Republika, 10. siječnja 1944.) je južnoafrički automobilistički dizajner i inovator, najpoznatiji po dizajniranju Benettonovih i Ferrarijevih bolida u Formuli 1, s kojima je Michael Schumacher osvojio svih svojih sedam naslova.

## Životopis
Rođen 1944. godine u Pretoriji, Byrne je završio je studij kemijske industrije, no interes za aerodinamiku te uspješan posao u trgovini autodijelovima usmjerili su ga prema automobilizmu. Za utrke se počeo zanimati dok je studirao na sveučilištu Witwatersrand University u Johannesburgu, prvo kao natjecatelj, a kasnije i u tehničkom pogledu. Dobrim poznavanjem matematike nadomještao je nedostatak formalnog inženjerskog obrazovanja.

### Početak u Tolemanu
Prvi veći uspjeh doživio je u Formuli Ford 1972. godine, zbog čega se preselio u Englesku te je iduće četiri godine proveo dizajnirajući bolide i sportske automobile za tvrtku Royale. Godine 1977., poziv Teda Tolemana, doveo ga je u momčad koja se tada natjecala u Formuli 2. Nakon nekoliko vrlo uspješnih sezona u tom natjecanju, Toleman je 1981. godine odlučio da je došlo vrijeme za korak naprijed te je Byrne postao glavni dizajner momčadi u Formuli 1.
Prvi bolid kojeg je Byrne dizajnirao u Formuli 1 bio je TG181 s Hartovim motorom, a zbog financijskih poteškoća na gridu se pojavio tek u četvrtoj utrci sezone, na VN San Marina. Sljedeći Byrneov bolid bio je TG183 iz 1983., sezoni u kojoj je Toleman osvojio svoje prve bodove u najjačem automobilističkom natjecanju. Deset bodova koje su osvojili Derek Warwick i Bruno Giacomelli bili su dovoljni za deveto mjesto u konstruktorskom poretku. Angažman mladog Ayrtona Senne 1984. godine umalo je donio momčadi prvu pobjedu na VN Monaka. Brazilac je te sezone ostvario jedina tri Tolemanova postolja u Formuli 1, a zajedno s momčadskim kolegom Stefanom Johanssonom osvojio 16 bodova te donio momčadi sedmo mjesto u poretku konstruktora. S Byrneovim Tolemanom TG185 iz 1985., Teo Fabi je na VN Njemačke osvojio jedini pole position za momčad, a iste sezone je objavljeno kako će momčad kupiti talijanski modni gigant Benetton.

### Godine u Benettonu
Talijanska ulaganja zajedno s BMW-ovim motorom na turbo pogon, omogućila su prvu pobjedu u Formuli 1 bolida kojeg je dizajnirao Byrne, a ostvario ju je Gerhard Berger 1986. godine na VN Meksika. Benetton je u idućim godinama zabilježio još nekoliko pobjeda, no nije se uspijevao umiješati u borbu za sami vrh. Byrne je nakratko napustio momčad kako bi se priključio Reynardu, no 1991. se vratio u Benetton, gdje je novi šef momčadi u međuvremenu postao Flavio Briatore, a prvi vozač momčadi postao nadolazeća zvijezda Michael Schumacher. Tehnički napredak u pogledu elektroničkih inovacija Byrne je ostvario sa svojim modelom B193, koji je sadržavao poluautomatski mjenjač, aktivni ovjes, pogon na četiri kotača te kontrolu proklizavanja. Prepoznao je nedovoljno iskorišteni aerodinamički potencijal protoka zraka ispod bolida te je dizajn s visokim nosom omogućio Michaelu Schumacheru borbu za naslov prvaka. Schumacherov naslov prvaka pratile su optužbe za korištenjem zabranjenih vozačkih pomagala. Mnogi su smatrali da je on došao i kao posljedica promašenog dizajna Adriana Neweyja, no Williams je ipak uspio spriječiti Benetton u osvajanju prvog konstruktorskog naslova. To ih nije pokolebalo te je dvostruka kruna došla već iduće sezone. Bolid s njegovim dizajnom osvojio je konstruktorski naslov prvaka Formule 1, a čast voziti ga, imali su Michael Schumacher i Johnny Herbert.

### Prelazak u Ferrari
Schumacherov odlazak u Ferrari po završetku te sezone označio je i kraj vladavine Benettona u Formuli 1, ali i kraj boravka Byrnea u toj momčadi, koji je iste godine objavio svoj odlazak u mirovinu. No predomislio se nakon poziva tehničkog direktora Rossa Brawna koji je također Enstone zamijenio Maranellom. Ferrari F300 iz 1998., bio je prvi Byrneov bolid za Ferrari, a sljedeći njegov model F399, koji su osim Schumachera su vozili Eddie Irvine i Mika Salo, osvojio je prvi konstruktorski naslov nakon 17 godina. Uslijedilo je razdoblje apsolutne dominacije Ferrarija, dotad nezapamćene u Formuli 1. Ferrarijeva momčad dovela je bolid do savršenstva. U tome im je pomogla i bliska suradnja s dobavljačem guma Bridgestoneom, kao i revolucionarni zračni tunel koji im je omogućio neograničeno testiranje. Byrneov dizajn donio je Ferrariju 71 pobjedu, šest uzastopnih konstruktorskih naslova prvaka te pet uzastopnih vozačkih naslova Michaela Schumachera. Posebno je impresivna bila 2004. s 15 pobjeda u 18 utrka, od čega 13 Michaelovih, kao i 2002. u kojoj je Schumacher zabilježio 17 postolja u jednako toliko utrka. U obje spomenute sezone Rubens Barrichello završio je na drugom mjestu u ukupnom poretku vozača.
Nakon što je doživio svoj vrhunac u sportu i to na samo sebi svojstven način, krajem 2004. godine je objavio da razmišlja o povlačenju iz Formule 1. Glavni Ferrarijev dizajner ostao je još dvije godine, a zatim je još nekoliko godina proveo u ulozi savjetnika momčadi. Iako je već desetak godina službeno u mirovini, Rory Byrne i dalje svojim savjetima pomaže Ferrariju na pojedinim projektima, dok u rodnoj zemlji pomaže jednoj osiguravajućoj tvrtki u poboljšavanju ponašanja u prometu i sigurnosti prometnica.